# Distretto di Kel'menci
Il distretto di Kel'menci (in ucraino Кельменецький район?) era un distretto (rajon) dell'Ucraina, situato nell'oblast' di Černivci. Il suo capoluogo era Kel'menci. È stato soppresso con la riforma amministrativa del 2020.